# بيترو فيلانوفا
بيترو فيلانوفا (بالإيطالية: Simone Villanova)‏ هو لاعب كرة قدم إيطالي في مركز حراسة المرمى، ولد في 22 نوفمبر 1984 في فالدوبياديني في إيطاليا. لعب مع إنتر ميلان ونادي سيتاديلا.